# 大日本木材防腐
大日本木材防腐株式会社（だいにほんもくざいぼうふ、英: DAINIHON WOOD-PRESERVING CO., LTD.）は、愛知県名古屋市港区千鳥一丁目に本社を置く保存処理木材（防腐木材）などの建材メーカー。

## 概要
1921年（大正10年）2月16日設立の老舗建材メーカー。木材の輸入販売や保存処理木材の製造販売、木材害虫防除用薬剤の製造販売および防除工事のほか、不動産事業なども行っている。

## 沿革
- 1921年（大正10年）2月16日 - 「日本舗装道路株式会社」として設立。
- 1922年（大正11年）8月 - 「大日本木材防腐株式会社」に商号を変更。
- 1949年（昭和24年）5月 - 名古屋証券取引所市場第二部に株式を上場。
- 2001年（平成13年）4月 - 連結子会社であった会津木材防腐株式会社およびダッズ工業株式会社を吸収合併。
- 2008年（平成20年）1月 - 株式会社仲上商店より全事業を譲受。
- 2010年（平成22年）10月1日 - 住友林業クレスト株式会社より東洋陸運株式会社の全株式を取得し子会社化。
- 2017年（平成29年）1月16日 - マネジメント・バイアウトを目的に、筆頭株主の材惣木材株式会社が株式公開買付けを実施。議決権所有割合で81.11%の株式を取得し親会社となる。
- 2017年（平成29年）3月27日 - 名古屋証券取引所市場第二部上場廃止。
- 2017年（平成29年）3月30日 - 株式併合により、材惣木材株式会社・有限会社鈴木興産及び鈴木けいのみが株主となる。
- 2017年（平成29年）10月1日 - 親会社の持株会社制移行に伴い、材惣DMBホールディングス株式会社の100%子会社となる[3]。
- 2018年（平成29年）9月4日 - 株式会社リーベの全株式を取得し子会社化[4]。

## 事業所
- 本社（愛知県名古屋市港区）
- 名古屋工場・ハウジング工場（愛知県名古屋市港区）
- 東京営業所（東京都江東区）
- 大阪営業所（大阪府大阪市住之江区）
- 会津営業所（福島県会津若松市）
- 北陸営業所（富山県高岡市）
- 四国工場（香川県坂出市）
- 西部流通センター（愛知県弥富市）
- 弥富流通センター（愛知県弥富市）

## 関連会社
大日本木材防腐と材惣木材を中心とした材惣DMBホールディングスグループを形成している。
子会社
- 株式会社リーベ
- ウッドラック株式会社
- 株式会社SOZO LABO

グループ会社
- 材惣DMBホールディングス株式会社 
  - 材惣木材株式会社
    - セクダム株式会社

  - 東陸ロジテック株式会社
  - 株式会社ザイソウハウス
  - DMB東海建材株式会社
  - 伊藤建材工業株式会社
  - 富士美サッシ株式会社
  - 株式会社共立
  - 有限会社鈴木興産
  - 材惣エステート株式会社